# Rush (Troye Sivan)
Rush è un singolo del cantante australiano Troye Sivan, pubblicato il 13 luglio 2023 come primo estratto dal terzo album in studio Something to Give Each Other.

## Descrizione
Il brano è stato scritto dallo stesso Troye Sivan insieme a Alex Chapman, Adam Novodor, Brett McLaughlin, Kaelyn Behr e Kevin Hickey e pubblicato il 13 luglio 2023.

## Video musicale
Il video musicale, diretto da Gordon von Steiner, è stato reso disponibile sul canale YouTube del cantante in contemporanea con la pubblicazione del singolo. È stato girato a Berlino.

## Tracce
Download digitale e streaming
1. Rush – 2:36

Download digitale e streaming (Remixes EP)
1. Rush (Extended) – 3:36
2. Rush (Big Freedia Remix) – 2:36
3. Rush (Punctual Remix) – 3:33
4. Rush (Tom Santa remix) – 2:23
5. Rush (Leland Remix) – 3:17
6. Rush (Big Freedia Remix / Dub Mix) – 4:43
7. Rush – 2:36

Download digitale e streaming (PinkPantheress e Hyunjin remix)
1. Rush (feat. PinkPantheress e Hyunjin of Stray Kids) – 2:52

## Premi e riconoscimenti
| Anno | Premio                 | Categoria                       | Risultato       |
| ---- | ---------------------- | ------------------------------- | --------------- |
| 2023 | MTV Video Music Awards | Song of Summer                  | Candidato/a     |
| 2023 | ARIA Music Awards      | Best Pop Release                | Candidato/a     |
| 2023 | ARIA Music Awards      | Song of the Year                | Vincitore/trice |
| 2024 | Grammy Award           | Miglior registrazione pop dance | Candidato/a     |
| 2024 | Grammy Award           | Miglior videoclip               | Candidato/a     |

## Classifiche

### Classifiche settimanali
| Classifica (2023) | Posizione massima |
| ----------------- | ----------------- |
| Australia         | 12                |
| Austria           | 59                |
| Belgio (Fiandre)  | 39                |
| Bielorussia       | 4                 |
| Canada            | 40                |
| Estonia           | 7                 |
| Francia           | 185               |
| Germania          | 85                |
| Grecia            | 15                |
| Irlanda           | 8                 |
| Islanda           | 30                |
| Kazakistan        | 4                 |
| Lettonia          | 10                |
| Lituania          | 8                 |
| Moldavia          | 57                |
| Nuova Zelanda     | 22                |
| Paesi Bassi       | 35                |
| Polonia           | 27                |
| Portogallo        | 72                |
| Regno Unito       | 21                |
| Repubblica Ceca   | 30                |
| Russia            | 5                 |
| Slovacchia        | 33                |
| Stati Uniti       | 77                |
| Svezia            | 61                |
| Svizzera          | 65                |
| Ucraina           | 90                |

### Classifiche di fine anno
| Classifica (2023) | Posizione |
| ----------------- | --------- |
| Bielorussia       | 49        |
| Estonia           | 48        |
| Kazakistan        | 102       |
| Russia            | 36        |
| Classifica (2024) | Posizione |
| Bielorussia       | 80        |
| Estonia           | 118       |
| Russia            | 124       |